# دار خماخم

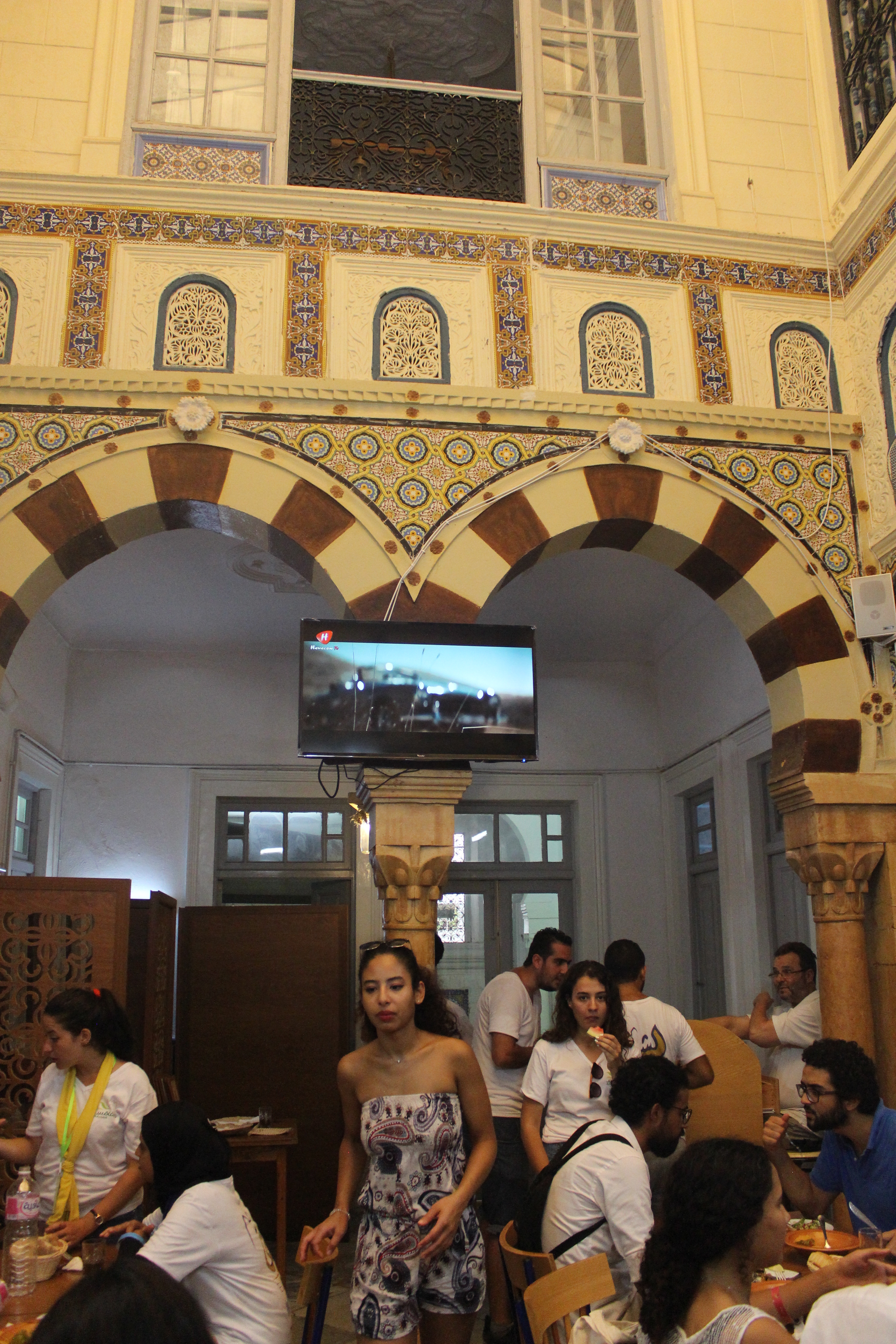
بهو دار خماخم

دار خماخم واحدة من أقدم المنازل بالمدينة العتبقة في صفاقس.

## موقعها
تقع دار خماخم بنهج الشيخ التيجاني المعروف أيضا باسم زقاق الذهب، واحد من أنهج البرجوازية الصفاقسية في القرن التاسع عشر بالشمال الغربي للمدينة العتيقة بالقرب من دار كمون ودار العذار.

## تاريخها
تعود الدار إلى القرن التاسع عشر توارثتها فيها عائلة خماخم.
بعد الثورة التونسية، وفي ضمن فعاليات اختيار صفاقس عاصمة للثقافة العربية لسنة 2016، تم تحويلها إلى مركز ثقافي مفتوح للجمعيات محدودة الإمكانيات لتقوم بنشاطاتها فيها.

## معرض صور

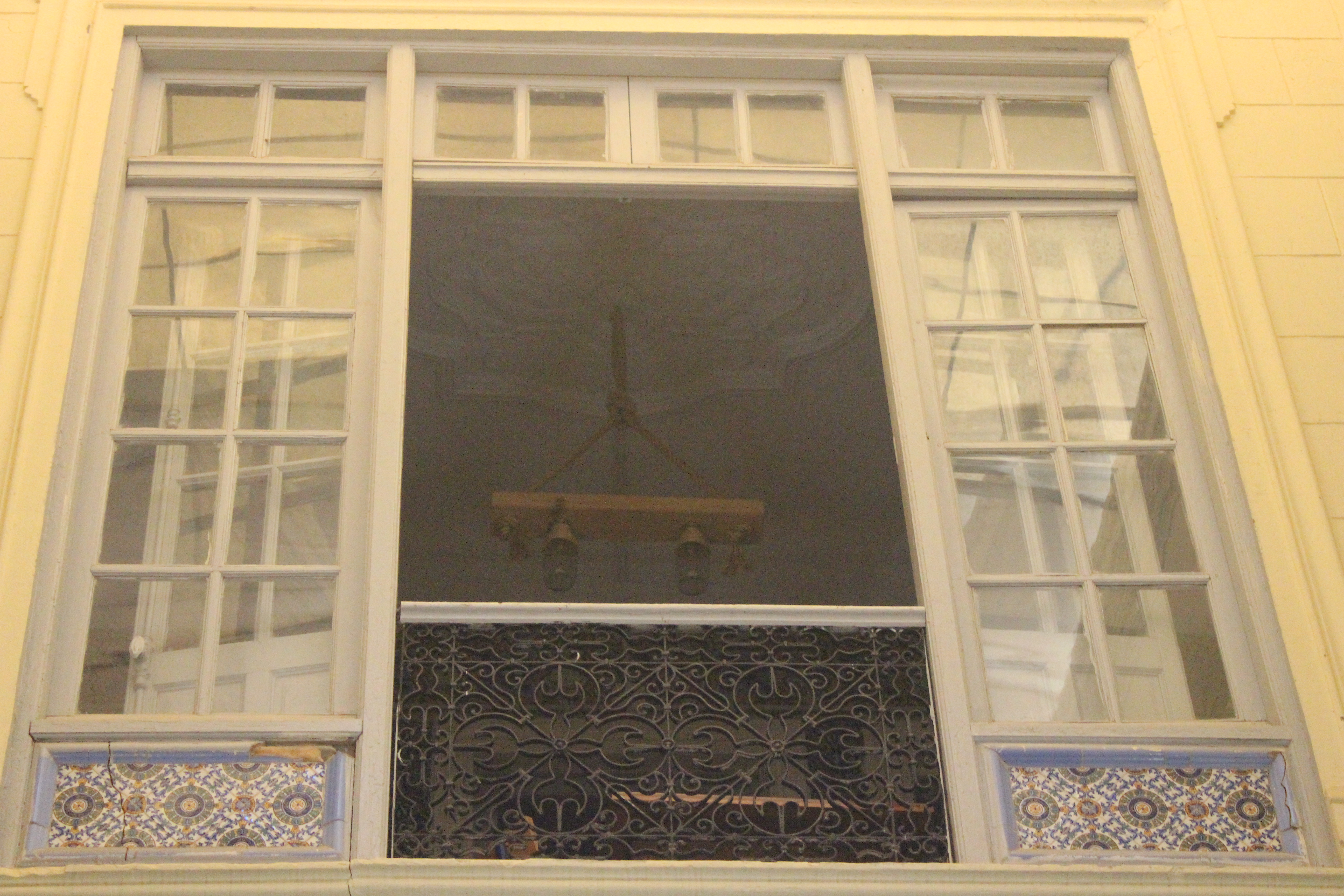
الطابق العلوي
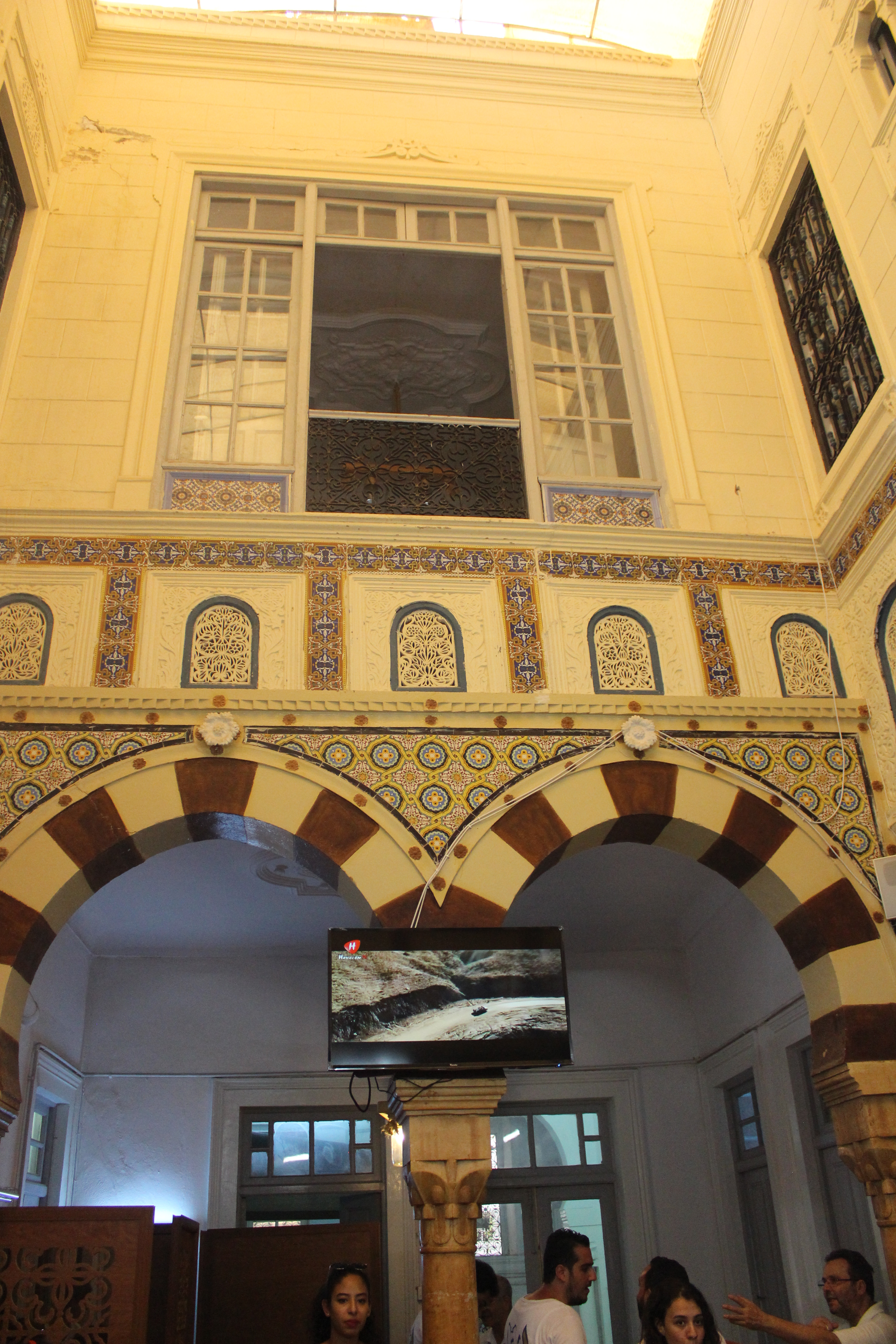
الواجهة الرئيسية
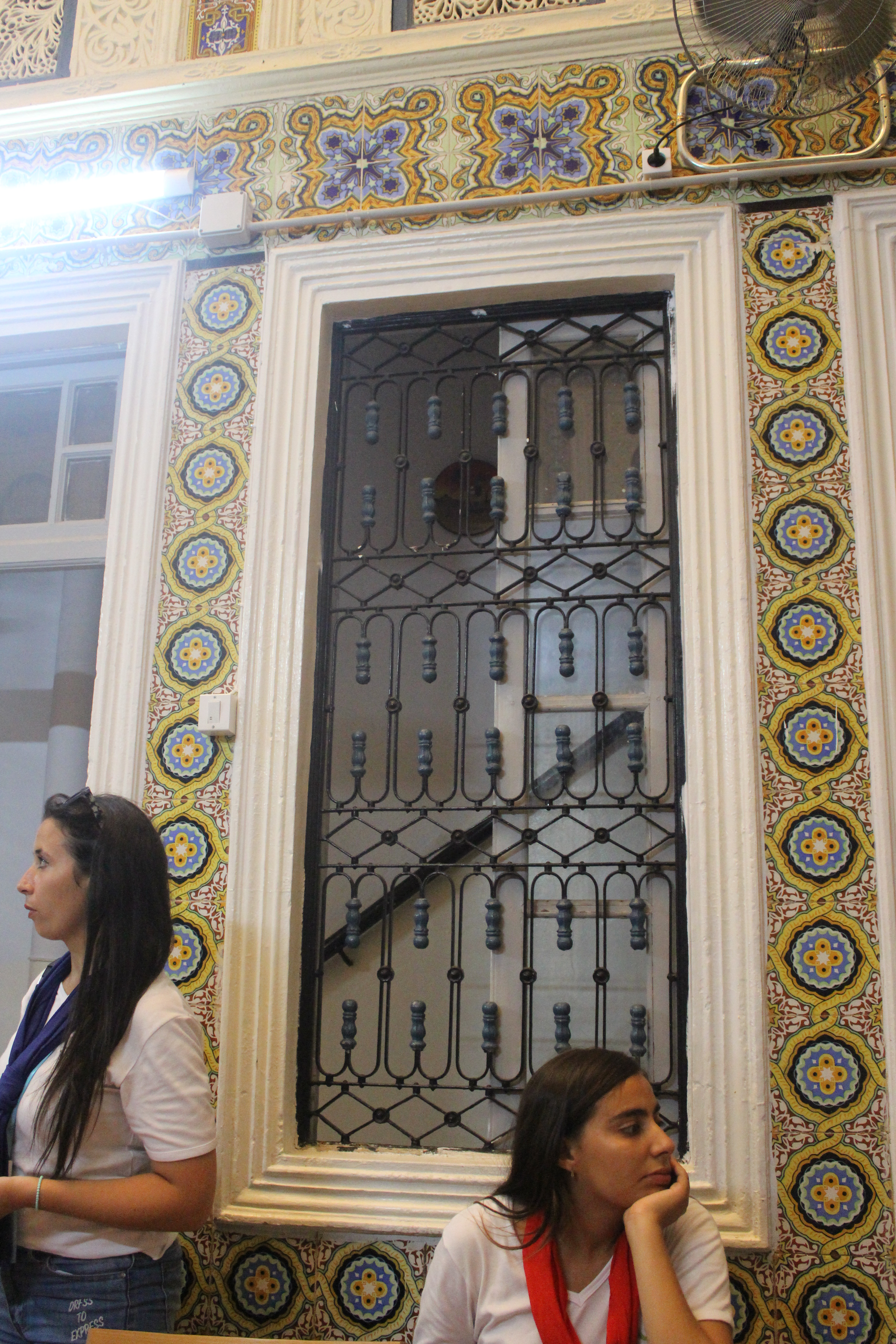
الشبابيك
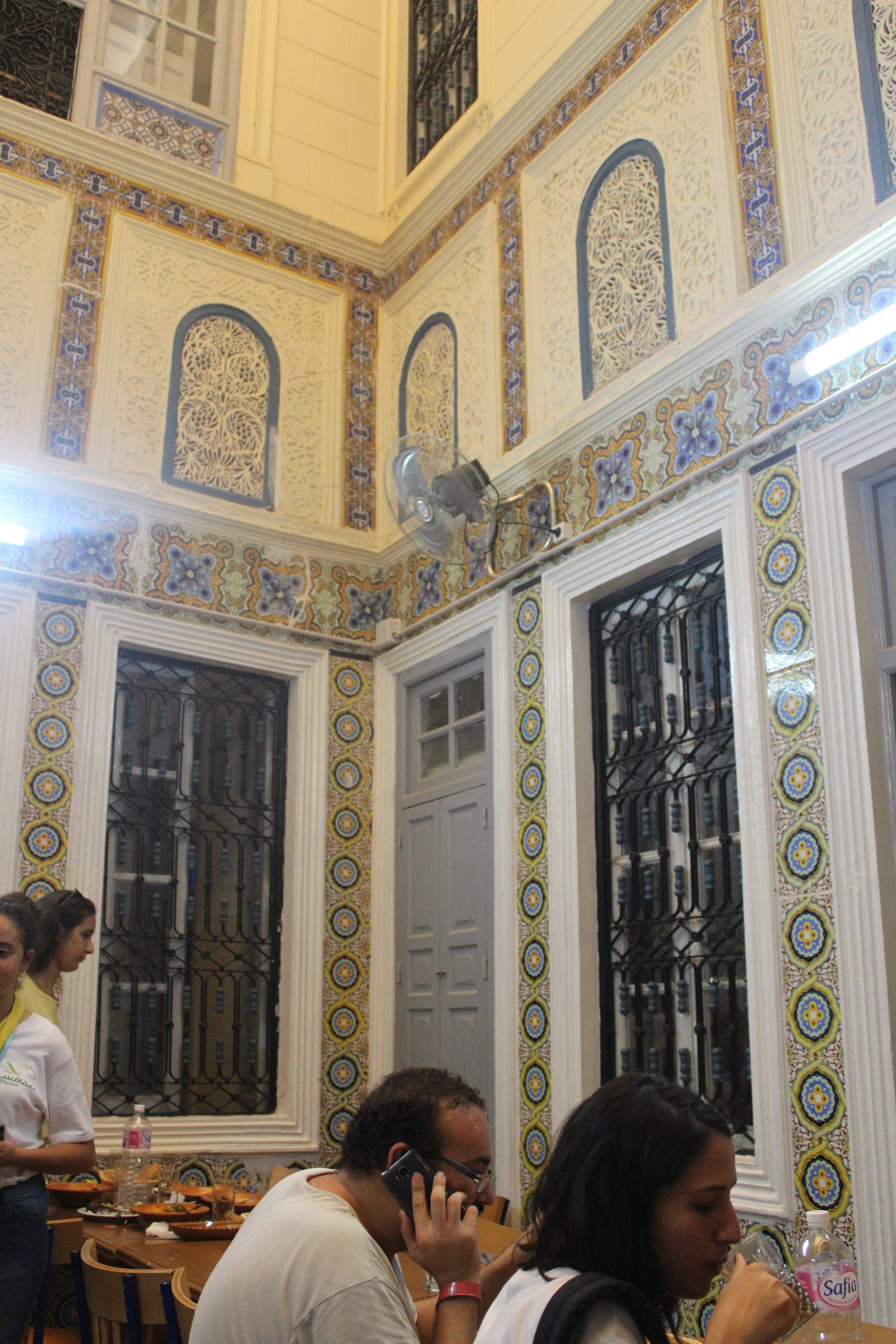
الزخارف
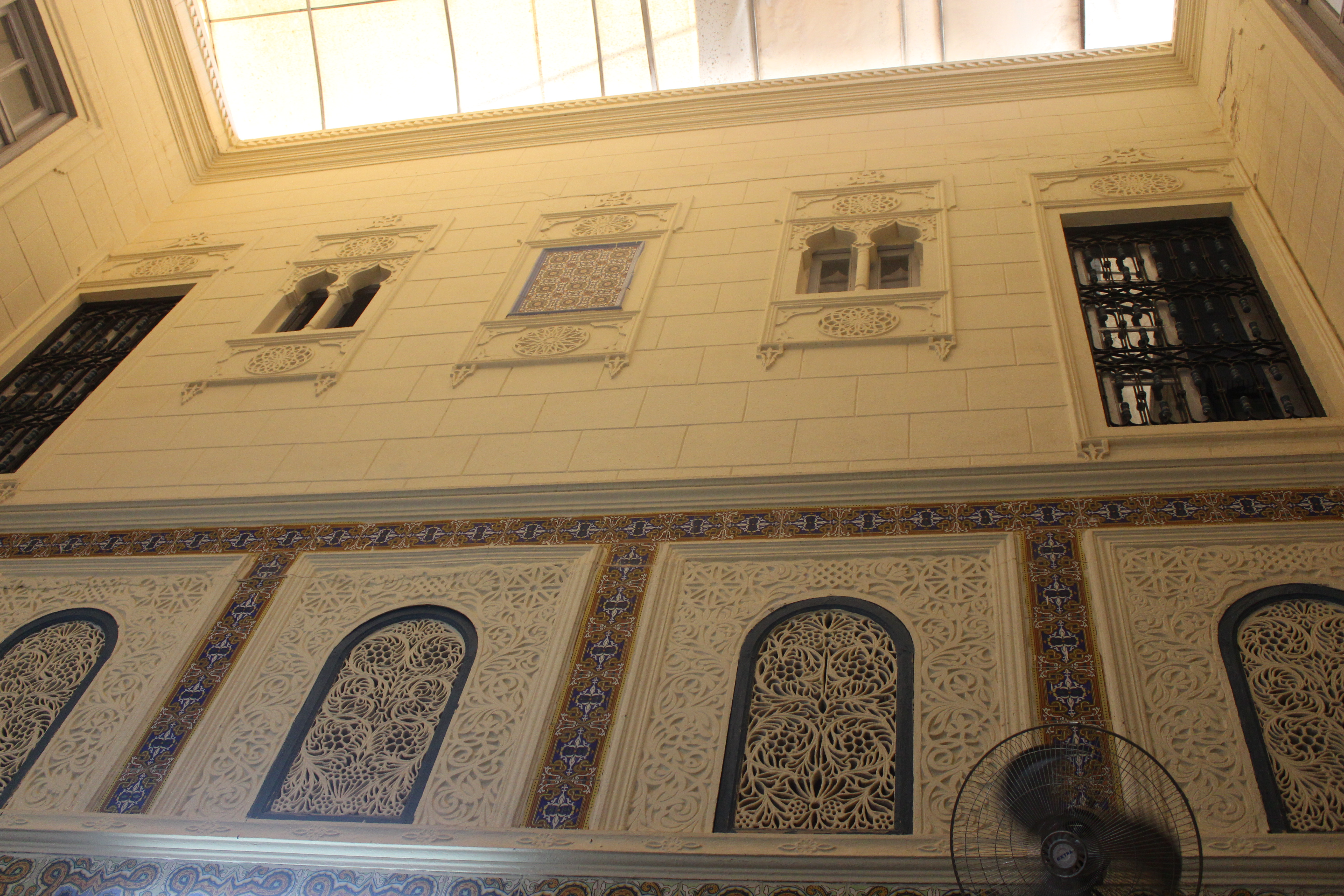
واجهة جانبية